# Svartstjärtad sumphöna
Svartstjärtad sumphöna (Zapornia bicolor) är en asiatisk fågel i familjen rallar inom ordningen tran- och rallfåglar.

## Utseende
Svartstjärtad sumphöna är en mörk 25 centimeter stor rall med röda ben. Huvud och undersida är sotgrå, ovansidan rödaktigt olivbrun och stjärt samt undre stjärttäckare är sotsvarta.

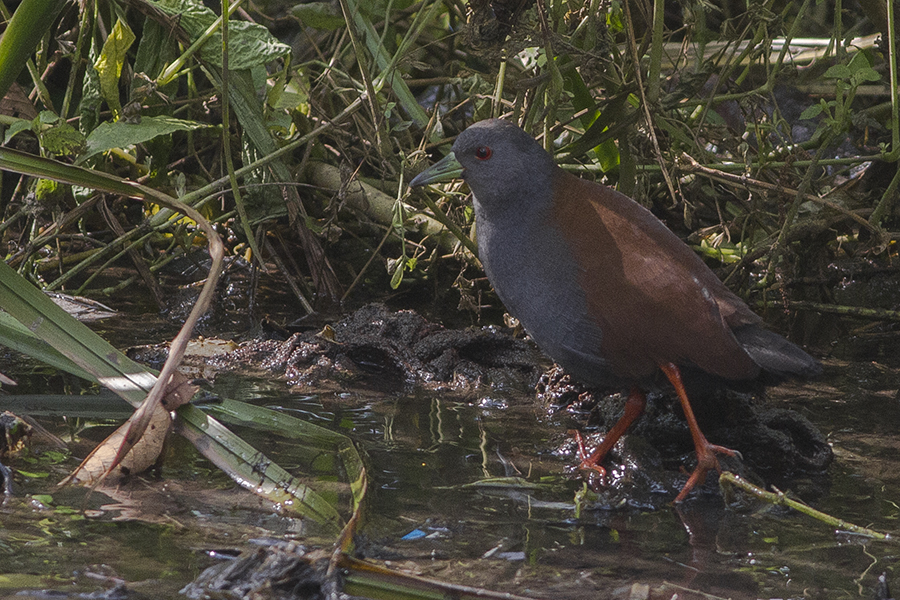
I Sikkim, Indien.
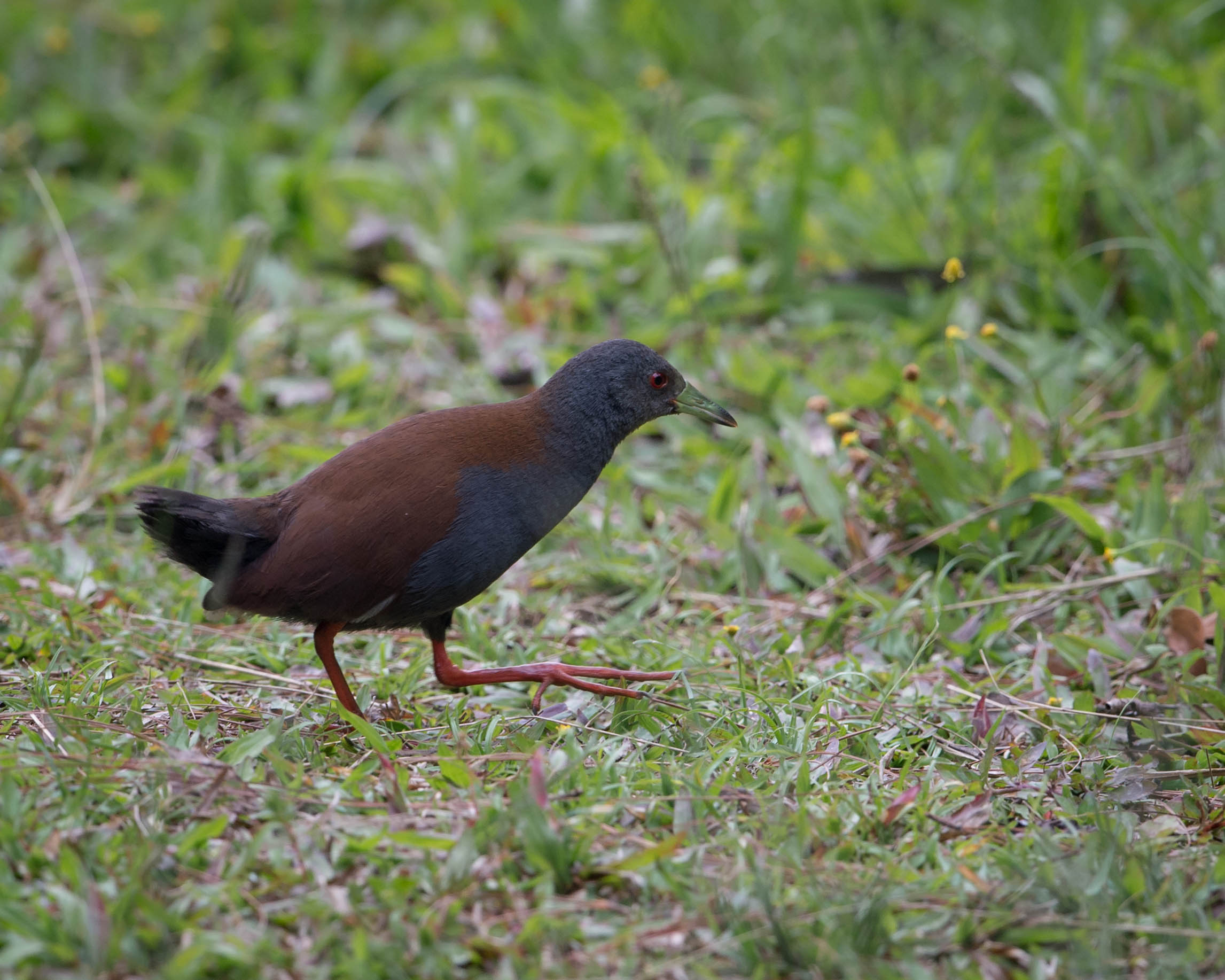
I Chiang Mai, Thailand.

## Läte
Arten yttrar ett läte som inleds med ett dubbelt raspande följd av en lång, nedåtgående drill. Det upprepas var femte till 15:e minut, vanligtvis i skymningen men kan också höras tidigt på morgonen.

## Utbredning
Fågeln återfinns från östra Nepal, Bhutan, nordöstra Indien och Myanmar österut till sydcentrala Kina (södra Sichuan, Guizhou och Yunnan) och söderut till norra Thailand, norra Laos och nordvästra Vietnam. Arten är huvudsakligen stannfågel, men observeras enbart vintertid i Laos och Vietnam.

## Systematik
Tidigare fördes den till släktet Amaurornis, men DNA-studier visar att den endast är avlägset släkt och förs numera släktet Zapornia. Den behandlas som monotypisk, det vill säga att den inte delas in i några underarter.

## Levnadssätt
Svartstjärtad sumphöna trivs i olika typer av miljöer som skogsområden kring risodlingar, i blöta områden och utmed strömmande vatten i skog och små våtmarker i jordbruksområden och gräsmarker. Aten är huvudsakligen höglänt levande, mellan 1000 och 3600 meter över havet. Vanligtvis håller den sig gömd i tät växtlighet men kan komma fram i det öppna tidigt på morgonen och sent på kvällen för att födosöka efter maskar, mollusker, insekter och frön, då i en snabbt pickande rörelse med sänkta vingar och rest stjärt.

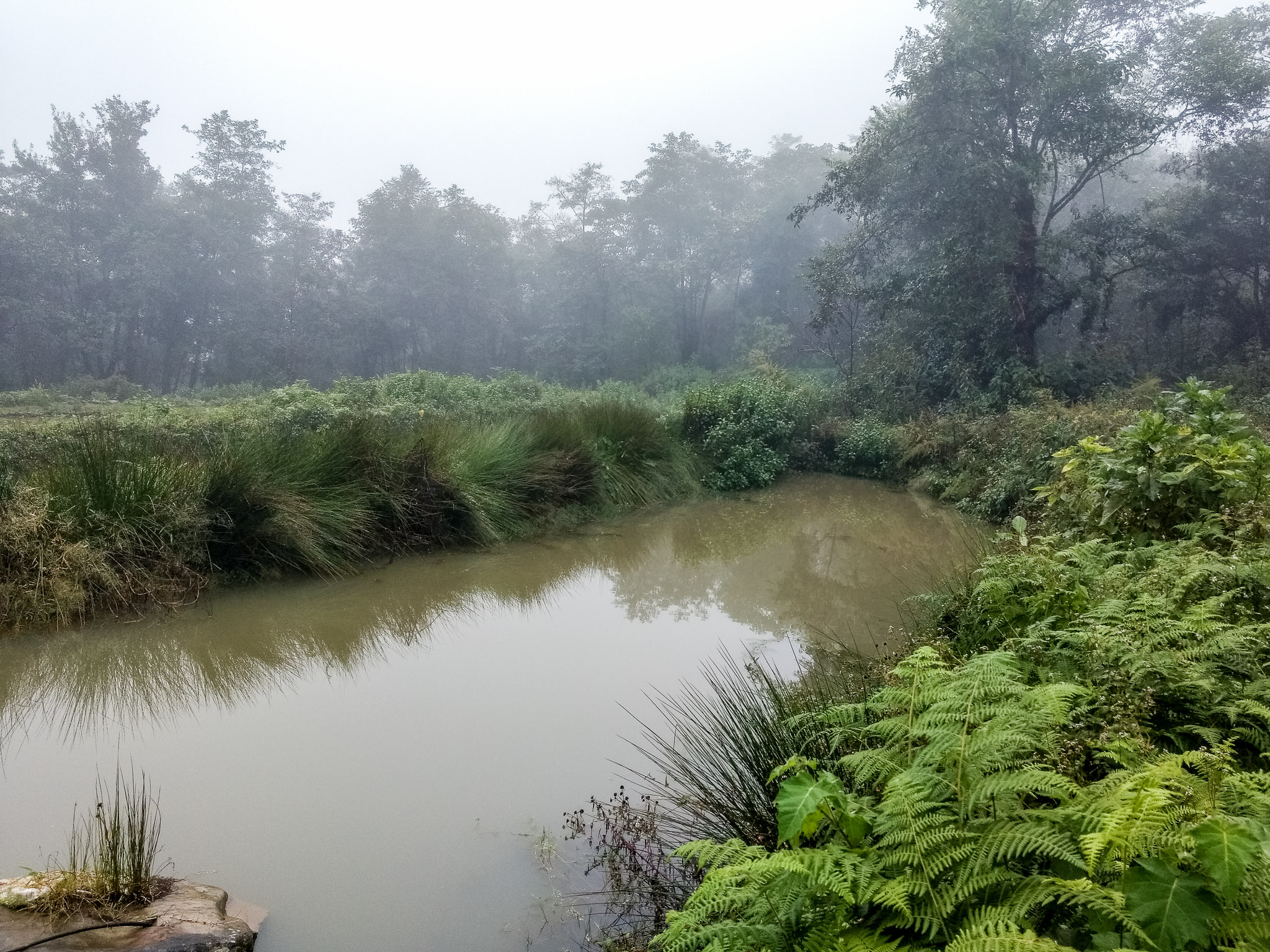
Typisk miljö för svartstjärtad sumphöna.

### Häckning
Fågeln har konstaterats häcka mellan mitten av maj och augusti i nordöstra Indien, medan adulta fåglar med ungar har setts i början av augusti i nordvästra Thailand. Arten har ett monogamt häckningsmönster. Båda könen bygger boet på fuktig skogsmark i undervegetation, ibland en till två meter upp i en buske eller ett träd. Däri lägger honan fem till åtta ägg som ruvas av både hanen och honan.

## Status
Arten har ett stort utbredningsområde och internationella naturvårdsunionen IUCN kategoriserar arten som livskraftig. Beståndsutvecklingen är dock oklar.